# 奥利韦塔圣米凯莱
奥利韦塔圣米凯莱（義大利語：Olivetta San Michele），是意大利因佩里亚省的一个市镇。总面积13.84平方公里，人口250人，人口密度18.1人/平方公里（2009年）。ISTAT代码为008038。